# Gaspar Serrano
Gaspar Serrano (Zaragoza, finales del siglo XVII - principios del siglo XVIII) fue un arquitecto de Aragón, España.
Desarrolló su tarea en Aragón, sobre todo en la capital. Se conoce su pertenencia a la Cofradía de albañiles de Zaragoza desde 1673. La mayor parte de su trabajo tuvo relación con El Pilar. No en balde ganó el concurso convocado por el Cabildo catedralicio en 1683 para la construcción de la que después fue primera torre del templo, y cuyo diseño, casi íntegro, fue asumido por Francisco de Herrera el Mozo y se aplicó al resto de torres. El mismo Cabildo le encargo, junto a otros, un informe para la construcción del templo en 1694, donde sostuvo la conveniencia de mantener únicamente la antigua Capilla gótica del lugar. También realizó la Torre de la Seo junto a Jaime Busiñac y Pedro Cuyeo, según proyecto de Juan Bautista Contini, durante el arzobispado de Antonio Ibáñez de la Riva Herrera. Del resto de su obra en Aragón, destaca el diseño de la Capilla de la iglesia colegial de Alcañiz.